# 和田三造

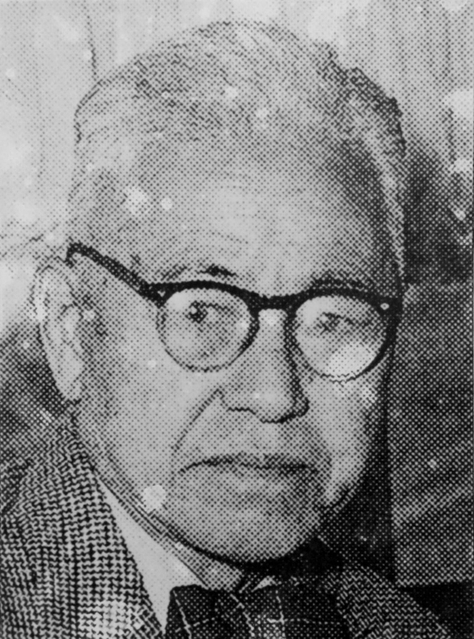
和田三造

和田 三造（わだ さんぞう、1883年（明治16年）3月3日 - 1967年（昭和42年）8月22日）は、明治・大正・昭和期の日本の洋画家、版画家。帝国美術院会員。1953年（昭和28年）、大映映画『地獄門』で、色彩デザイン及び衣裳デザインを担当し、この作品で、1954年（昭和29年）の第27回アカデミー賞で衣裳デザイン賞を受賞。玄洋社社員。

## 経歴
旧朽木藩の御典医であり、その後生野銀山鉱業所の勤務医や校医を勤めた和田文碩と秀の四男として、兵庫県朝来郡生野町（現・朝来市）に生まれる。兄・宗英が大牟田市の鉱山業に従事したため、1896年（明治29年）、13歳の時に一家をあげて福岡市に転居する。大名尋常小学校を経て、翌1897年（明治30年）、福岡県立尋常中学修猷館に進学するが、1899年（明治32年）、画家を志し、父や教師の反対を押し切って修猷館を中退して上京、長尾建吉の斡旋で黒田清輝邸の住み込み書生となり、白馬会洋画研究所に入所して黒田清輝に師事する。
1901年（明治34年）、東京美術学校（現・東京芸術大学）西洋画科選科に入学。青木繁、熊谷守一、児島虎次郎、山下新太郎らと同期であった。1902年（明治35年）、八丈島への渡航途上、暴風雨に遭い漂流ののち伊豆大島へ漂着しており、これが後の『南風』制作の契機となった。

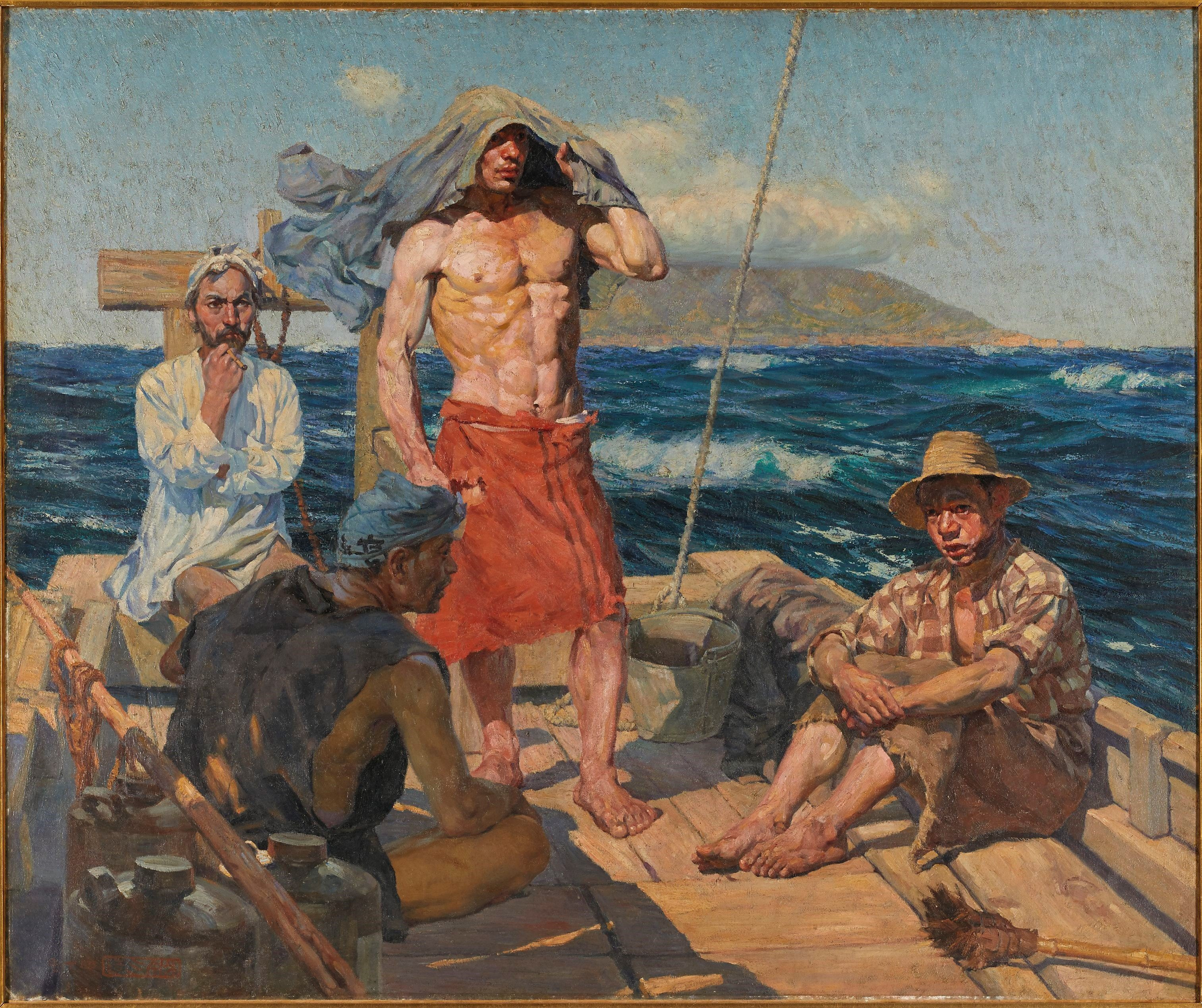
『南風』（1907年）

1904年（明治37年）7月、東京美術学校を卒業し、1905年（明治38年）、白馬会10周年記念展で『牧場の晩帰』、『伊豆大島風景』を出品して、前者で白馬会賞を受賞し注目される。1907年（明治40年）、第1回文部省美術展覧会（文展）に出品した『南風』（なんぷう）が2等賞（最高賞）を受賞。『南風』は、明治浪漫派の影響による記念碑的な作品とされる。この絵の中で小船の上に立つ逞しい男のモデルは、和田が中学時代に通っていた玄洋社の運営する柔道場「明道館」の2代目館長河野半次郎といわれる。更に、翌1908年（明治41年）の第2回文展においても、『煒燻』（いくん）で2等賞（最高賞）を連続受賞し、無鑑査（鑑査なしで出品できる資格）対象者となる。
1909年（明治42年）、文部省美術留学生として渡欧。フランスを中心にヨーロッパ各国を巡歴し、洋画とあわせて工芸図案の研究も行う。その帰途、1914年（大正3年）、インドやビルマ（現・ミャンマー）で東洋美術を研究し、1915年（大正4年）に帰国。1917年（大正6年）、文展審査員となる。以後、文展や、文展が改称した帝国美術院展覧会（帝展）に出品する一方で、装飾工芸や色彩研究にも力を入れ、1920年（大正9年）、染色芸術研究所、1925年（大正14年）、日本染色工芸協会をそれぞれ設立している。
この頃、1923年（大正12年）からは、本格的に日本画の制作に取り組んでいる。翌1924年（大正13年）、日本と朝鮮の双方の羽衣伝説を題材とした、朝鮮総督府庁舎の大壁画『羽衣』を制作している。
1927年（昭和2年）、帝国美術院（現・日本芸術院）会員となる。同年、わが国における色彩の標準化の必要性に着目し、日本標準色協会を創立。ここでの和田の色彩研究の成果は、『色名総鑑』（1931年）などに表れている。その後、1938年（昭和13年）には西宮にあった品川清臣による西宮書院という版元で『昭和職業絵尽』（えづくし）シリーズの第1作として「洋楽師」と「巡礼」という木版画を発表。この『昭和職業絵尽』は第1集、第2集各24枚（合計48枚）を版行しており、以降、戦後に入って1956年（昭和31年）、続編として『続昭和職業絵尽』シリーズ24枚を発表した。なお、これらの作品は新版画に分類されている。

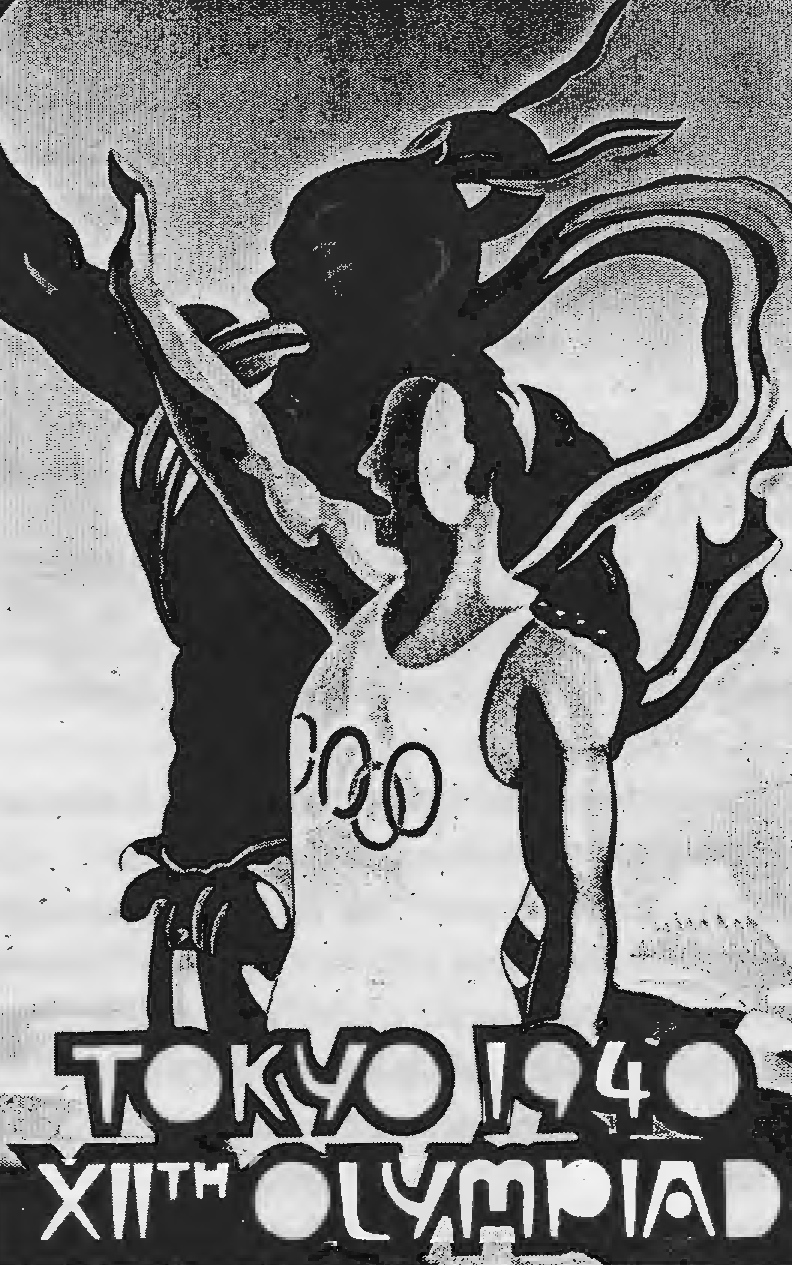
幻となった1940年東京オリンピック公式ポスターのモノクロ写真。仁王像をバックにアスリートが描かれている。和田由貴夫によれば原画は戦災で焼失した。

1932年（昭和7年）には東京美術学校図案科教授に就任し、1944年（昭和19年）まで務めている。1936年（昭和11年）に開催が決まった1940年東京オリンピック（開催中止）のポスターを描いた。1945年（昭和20年）、日本標準色協会を日本色彩研究所に改組し、理事長に就任。1951年（昭和26年）には、ここで日本初の綜合標準色票『色の標準』を完成する。
1953年（昭和28年）、大映映画『地獄門』で、色彩デザイン及び衣裳デザインを担当し、この作品で、1954年（昭和29年）の第27回アカデミー賞で衣裳デザイン賞を受賞する。なお、『地獄門』は、同年の第7回カンヌ国際映画祭においても、その色彩の美しさを高く評価され、パルム・ドール（グランプリ）を受賞している。晩年は、油彩画の他、工芸や水墨画にも活躍し、1958年（昭和33年）、文化功労者に選ばれている。
1967年（昭和42年）8月22日、誤嚥性肺炎のため東京逓信病院で死去。享年84。墓所は青山霊園(1イ37-8乙)
娘は1939年6月23日に有馬大五郎と結婚した。また、孫の和田由貴夫はバス業界専門誌『バスラマ・インターナショナル』の編集長および発行元のぽると出版代表である。

## 代表作品
- 『大島を望む』（1907年）東京国立近代美術館
- 『南風』（1907年）東京国立近代美術館（重要文化財[8]）
- 『大葬』（1933年）聖徳記念絵画館
- 『按摩さん』（1936年）京都市美術館
- 『雨の隅田川』（1937年）東京国立近代美術館
- 『興亜曼荼羅』（1940年）東京国立近代美術館
- 『けしの花』（1960年）福岡市美術館
- 『神将』 東京都現代美術館
- 『古城の羅稜』　東京国立近代美術館
- 『雪景色』 『静物（菊）』　但陽美術館
- 『鶴渡る』（年代不明）紙本著色 六曲一双 姫路市立美術館
- 『お遍路』 木版画 京都版画院版（戦後）

## 著書
- 『配色事典 応用編―大正・昭和の色彩と商品デザイン』青幻舎、2020年 ISBN 978-4-86152-772-2
- 『配色事典―大正・昭和の色彩ノート』青幻舎、2010年 ISBN 978-4-86152-247-5
- 『イエス・キリスト画伝』和泉書院、2009年 ISBN 978-4-86285-049-2

## 個人美術館
- 但陽美術館